# 塞維森巴赫河 (費德卡爾河支流)

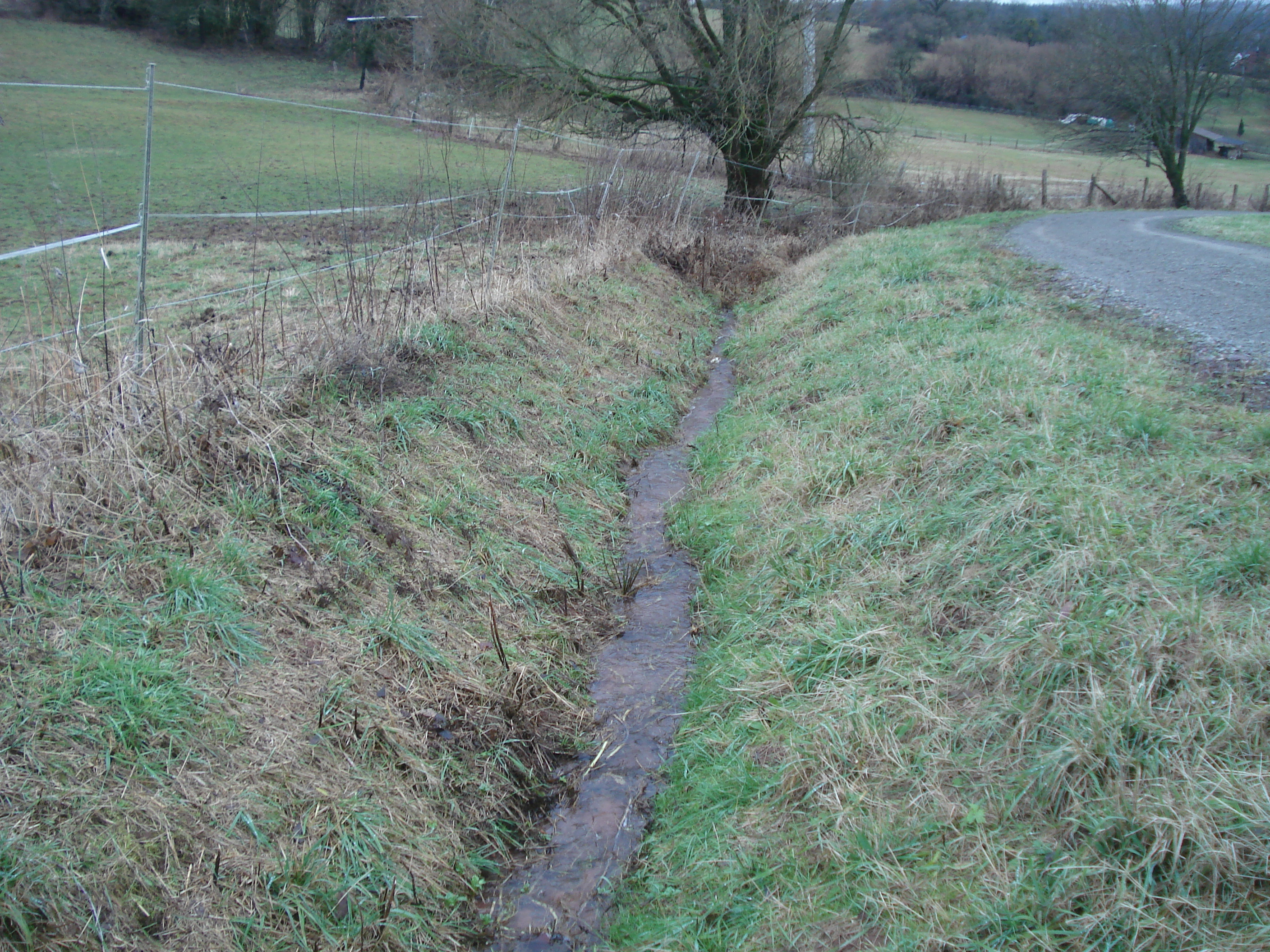

50°2′18.54″N 9°12′59.21″E / 50.0384833°N 9.2164472°E
塞維森巴赫河（德語：Seewiesenbach），是德國的河流，位於該國東南部，由巴伐利亞負責管轄，屬於費德卡爾河的左支流，河道全長0.4公里，流域面積0.4平方公里。